# Anisodes goliathi
Anisodes goliathi là một loài bướm đêm trong họ Geometridae.